# Kuchnia węglowa

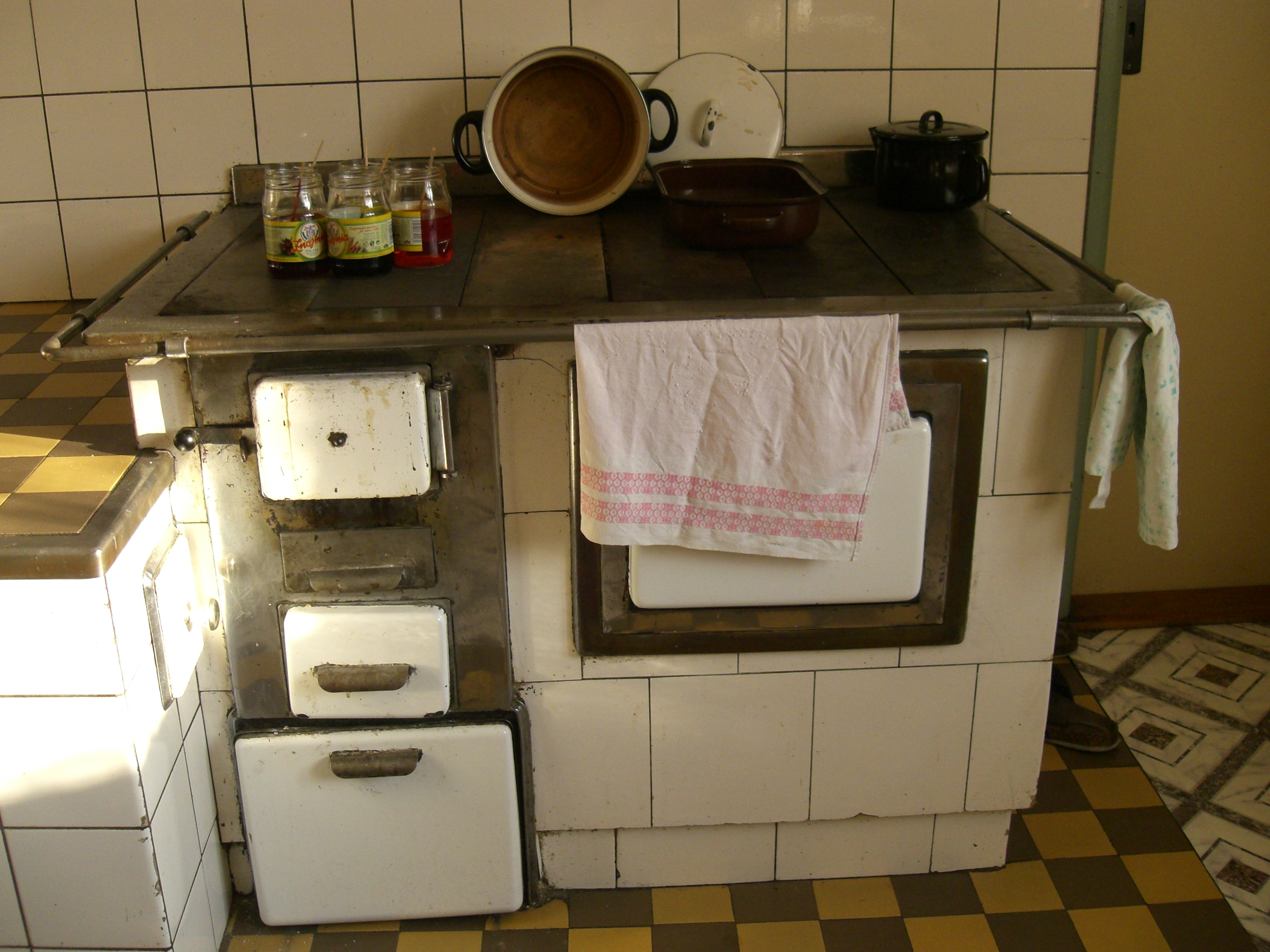
Kuchnia węglowa

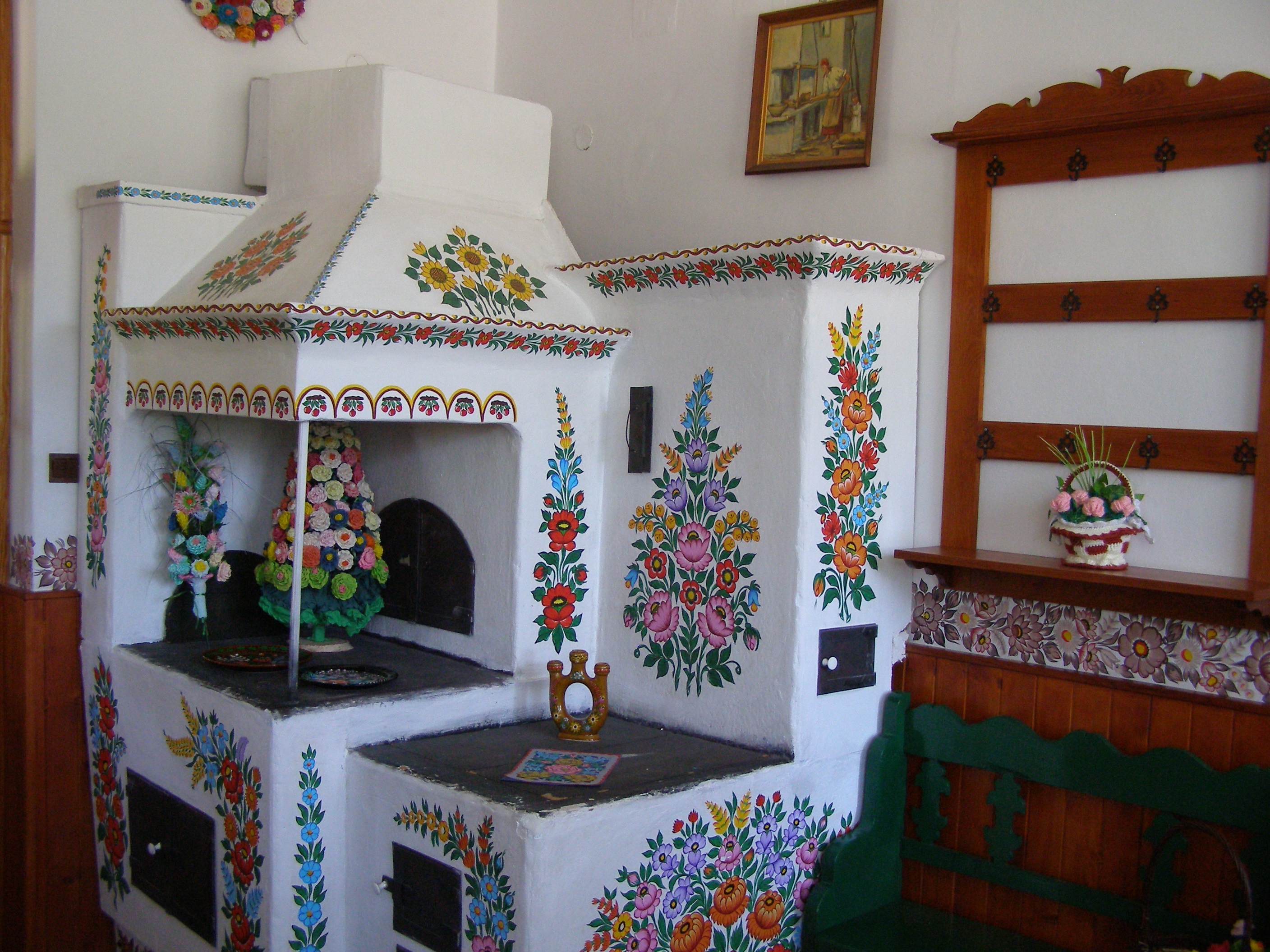
Kuchnia węglowa

Kuchnia węglowa – popularny dawniej prosty piec kuchenny z żeliwną płytą grzejną z fajerkami nad paleniskiem, służący do termicznej obróbki żywności. Kuchnia węglowa była murowana i nierozerwalnie związana z podłożem oraz ścianą (lub ścianami). Wymagała rozpalania w niej ognia i podtrzymywania go. Kuchnia węglowa zajmowała dużo miejsca. Umieszczało się ją zwykle w rogu, wewnątrz pomieszczenia. Niektóre kuchnie węglowe były wyposażone również w piekarnik i wędzarnię. Paliwo (węgiel i drewno) dokładało się z góry lub poprzez drzwiczki z przodu. Dodatkową niedogodnością była konieczność gromadzenia i przechowywania paliwa.